# تود برات
تود برات (بالإنجليزية: Todd Pratt)‏ هو لاعب كرة قاعدة أمريكي، ولد في 9 فبراير 1967 في بيليفيو في الولايات المتحدة.

## وصلات خارجية
- تود برات على موقع دوري كرة القاعدة الرئيسي (الإنجليزية)
- تود برات على موقعبيزبول رفرنس.كوم (الدوري الرئيسي) (الإنجليزية)
- تود برات على موقعبيزبول رفرنس.كوم (الدوري الثانوي) (الإنجليزية)
- تود برات على موقع إي إس بي إن.كوم (أم.أل.بي) (الإنجليزية)
- تود برات على موقع مشجعي الرسوم البيانية (الإنجليزية)